# Центральний банк Венесуели
Центральний банк Венесуели (ісп. Banco central de Venezuela) — центральний банк Боліварианської Республіки Венесуели.

## Історія
8 вересня 1939 було ухвалено закон про створення Центрального банку Венесуели. Банк отримав монопольне право випуску банкнот, раніше таким правом володіли приватні банки. Банк розпочав операції в серпні 1940 року.